# 루크 뉴턴
루크 뉴턴(영어: Luke Newton, 1993년 2월 5일 ~ )은 잉글랜드의 배우이다. BBC Two의 드라마 《The Cut》에서 루크 앳 우드, 디즈니 채널의 시리즈 《The Lodge》의 벤 에번스 역할로 잘 알려져 있다.